# Maggie Hemingway
Maggie Hemingway  (Suffolk, 17 de Março de 1946 – Londres, 9 de Maio de 1993) foi uma romancista britânica. Quando tinha três anos de idade sua família se mudou para a Nova Zelândia, onde ela passou a maior parte de sua infância, retornando para Inglaterra quando adolescente. Estudou língua francesa e língua inglesa na Universidade de Edinburgh.

## Biografia
Logo após ter se formado, ela se casou com Michael Dias, com quem teve duas filhas. Na década de 1970, o casamento acabou e ela se mudou para Londres. Lá ela trabalhou com publicações e escreveu bastantes poemas e livros em prosa. Em 1986 publicou seu primeiro romance intitulado "The Bridge" que até se tornou filme posteriormente. O livro conta a história de um artista que vive em conflito entre sua arte e sua vida pessoal.
Seus três livros seguintes, receberam várias críticas positivas. Victoria Glendenning disse que seu segundo livro, "Stop House Blues" (1988) seria um clássico e sobreviveria ao longo dos tempos. Seu terceiro livro "The Postman's House" (1991), foi baseado em experiências próprias vividas na Checoslováquia. "Eyes" (1993) foi seu último romance. Logo após seu lançamento, os críticos disseram que o livro tinha um grande poder descritivo, o Daily Telegraph insistiu em dizer que "a paisagem é seu forte, você pode sentir o clima, e o cheiro de ameaça em sua terra".
De 1983 até o dia de sua morte, o companheiro de Maggie Hemingway foi o compositor David Matthews, com que ela colaborou, emprestando sua voz e talento, em três trabalhos:
- 'Cantiga',  soprano e orquestra (1988);
- 'From Coastal Stations', voz e piano (1990-91);
- 'Pride', soprano, alto, tenor e  quarteto (1993).

## Livros
- The Bridge (1986): London (Jonathan Cape), ISBN 0-224-02832-4; New York (Atheneum), ISBN 0-689-11849-X; 2 paperback editions: 1987, London (Pavanne), ISBN 0-330-29715-5, and 1991, London (Sceptre), ISBN 0-340-56533-0.
- Stop House Blues (1988): London (Hamish Hamilton), ISBN 0-241-12266-X; paperback edition: 1989, London (Penguin), ISBN 0-14-010836-X.
- The Postmen's House (1990), London (Sinclair-Stevenson), ISBN 1-85619-009-9; paperback edition: 1992, London (Sceptre), ISBN 0-340-57118-7.
- Eyes (1993), London (Sinclair-Stevenson), ISBN 1-85619-327-6; paperback edition: 1994, London (Sceptre), ISBN 0-340-59913-8.

## Ensaio
- 'On La Traviata', em Violetta and her Sisters, ed. Nicholas John (1994); London (Faber and Faber), ISBN 0-571-16665-2

## Contos
- 'Mostly Southend', em Storia 3: Consequences; Pandora Press, 1989, ISBN 0-04-440451-4.